# Pierre Blanc (homme politique)
Pour les articles homonymes, voir Pierre Blanc et Blanc (homonymie).
Pierre Blanc (italianisé en Pietro Blanc), né en juin 1806 à Beaufort (Département du Mont-Blanc) et mort le 28 avril 1896 à Saint-Sigismond (Savoie), est un avocat savoyard, ancien député au Parlement du royaume de Sardaigne et député de la Troisième République.
Ses collègues parlementaires l'appelaient familièrement « le Vieil Allobroge »,.

## Biographie

### Origines
Pierre Blanc naît en juin 1806, à Beaufort, dans le département français du Mont-Blanc. Miguet (1895) donnait le 10 juin, un article du Recueil des mémoires et documents de l'Académie de la Val d'Isère (1931) donnait le 20 juin, tandis que Charvin (1980) ou encore la notice sur le site de l'Assemblée nationale donnent le 21 juin. La notice de l'Assemblée nationale confond dans un premier temps Beaufort-sur-Doron et Beaufort-en-Santerre. Le duché de Savoie, auquel appartient le Beaufortain, a été annexé par la France en 1792.
Après des études de droit, il est avocat en 1836.

### Carrière au Parlement sarde
La Constitution de 1848 ouvre de nouvelles perspectives politiques. Ferdinand Palluel devient le premier député représentant la Savoie pour le collège d'Albertville au parlement du royaume de Sardaigne à Turin, mais il démission au mois de juillet. Pierre Blanc se présente et remporte l'élection. En juillet 1849, Ferdinand Palluel redevient député, il est remplacé par Charles Duverger de Saint-Thomas, puis Pierre Blanc est à nouveau député en décembre 1853. Il démissionne en décembre 1855. Il est remplacé le mois suivant, par un piémontais, le baron Alexandre Bianchi.
Durant les débats sur l'avenir de la Savoie, partisan d'un rattachement à la Suisse, il se présente en mars 1860 face au docteur Joseph Pelloux, député sortant et syndic de La Roche, pour le collège de Bonneville, mais perd.

### Carrière au Parlement français
Il disparait du devant de la scène politique, jusqu'en 1876, où à soixante-dix ans il se présente comme député de gauche pour la circonscription d'Albertville. Lors de la crise du 16 mai 1877, il se trouve aux côtés des autres républicains pour signer le manifeste des 363 contre une « politique de réaction et d’aventure ». En 1881, il se trouve être le doyen d'âge de la Chambre, après le député Bel, et, lors de chacune des nouvelles législatures, jusqu'à son décès en 1896, il sera appelé à faire le discours d'ouverture de la session. L'historien Jean El Gammal note des discours manquant quelque peu de relief.

### Disparition
Pierre Blanc meurt le 28 avril 1896, à Saint-Sigismond (quartier d'Albertville).
Henri Brisson prononce son éloge funèbre lors de la séance du 29 avril 1896 : « Nous reverrons longtemps, déclara-t-il, dans nos souvenirs, la physionomie de Pierre Blanc lorsqu'il accédait à ce bureau, respectueusement suivi par nos plus jeunes collègues, nos traditions étant d'attester à l'ouverture de nos travaux l'unité de l'effort humain, la solidarité des générations, l'autorité des vieux exemples, la jeunesse de nos espérances. ».

## Hommage
La commune d'Albertville inaugure, en 1905, un monument à Pierre Blanc, un buste en bronze du sculpteur Jean-Baptiste Weitmen, qui sera installé sur la place de l'Hôtel-de-Ville. La statue a depuis été déposée au musée de Chambéry.
La commune de Beaufort possède quant à elle une rue à son nom.